# Nepret Corona
Nepret Corona is een corona op de planeet Venus. Nepret Corona werd in 1991 genoemd naar Nepret, godin van het graan uit de Egyptische mythologie.
De corona heeft een diameter van 303 kilometer en bevindt zich in het quadrangle Fortuna Tessera (V-2).